# Helianthus angustifolius
Helianthus angustifolius — вид квіткових рослин з родини айстрових (Asteraceae).

## Біоморфологічна характеристика
Це багаторічник 50–150+ см (кореневища відсутні чи слабо розвинені). Стебла прямовисні, зазвичай ± запушені. Листки переважно стеблові; протилежні чи чергуються; сидячі чи майже так; пластинки від вузько-ланцетних до лінійних, 8–15 × 0.15–0.5(1) см, абаксіально (низ) волосисті, краї цілі. Квіткових голів 3–16. Променеві квітки 10–20; пластинки 10–20 мм (абаксіально залозисто-крапчасті). Дискові квітки 75+; віночки 4–4.5 мм, частки жовті, пиляки темно-бурі чи чорні. Ципсели 2–3 мм, голі. 2n = 34. Цвітіння: пізнє літо — осінь.

## Умови зростання
Це ендемік сх. і пд.-сх. США (Алабама, Арканзас, Флорида, Джорджія, Індіана, Айова, Кентуккі, Луїзіана, Мериленд, Міссісіпі, Міссурі, Нью-Джерсі, Нью-Йорк, Північна Кароліна, Огайо, Оклахома, Пенсільванія, Південна Кароліна, Теннессі, Техас, Вірджинія, Західна Вірджинія). Населяє від відкритих до затінених, зазвичай вологі місця; 10–700 метрів.

## Значущість
Декоративна.